# CD24
مجموعهٔ تمایزی ۲۴ (انگلیسی: Cluster of Differentiation 24) یا به‌اختصار «CD24» که با عناوین دیگری همچون «مبدل سیگنال CD24» و «آنتی‌ژن CD24 پایدار در حرارت» هم شناخته می‌شود، پروتئینی است که در انسان توسط ژن «CD24» کُد می‌شود. این پروتئین، یک «ملکول چسبندگی سلول» است.
این مولکول بر سطح لنفوسیت‌های بی و نوروبلاست‌های در حالِ تمایز بیان شده و تولید سیالوگلیکوپروتئین را سبب می‌شود.